# 겔니차구

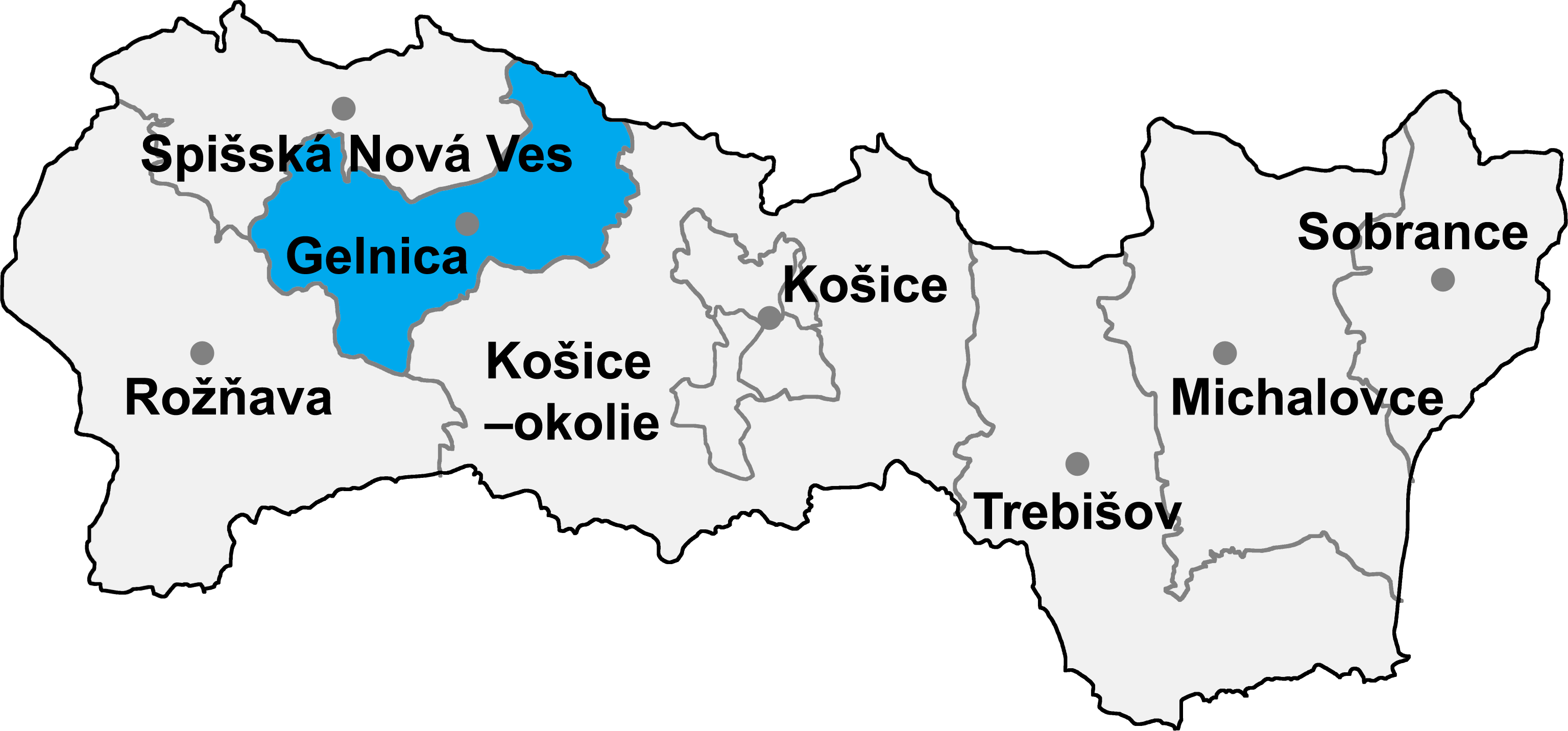
겔니차구의 위치

겔니차구(슬로바키아어: Okres Gelnica)는 슬로바키아 코시체주를 구성하는 11개 구 가운데 하나로 행정 중심지는 겔니차이며 면적은 584.43km2, 인구는 31,504명(2014년 기준), 인구 밀도는 53.91명/km2이다.
코시체주 서부에 위치하며 20개 지방 자치체(1개 시, 19개 마을)를 관할한다. 북서쪽으로는 스피슈스카노바베스구, 북쪽으로는 프레쇼우주 프레쇼우구, 동쪽과 남쪽으로는 코시체오콜리에구, 남서쪽으로는 로주냐바구와 접한다.